# Resolutie 154 Veiligheidsraad Verenigde Naties
Resolutie 154 van de Veiligheidsraad van de Verenigde Naties werd op
23 augustus 1960 met unanimiteit goedgekeurd door de
VN-Veiligheidsraad als laatste van
acht op die dag aangenomen resoluties.

## Inhoud
De Veiligheidsraad had de aanvraag van de Centraal-Afrikaanse Republiek (voor VN-lidmaatschap) bestudeerd, en beval de Algemene Vergadering aan om de Centraal-Afrikaanse Republiek het lidmaatschap van de VN toe te kennen.

## Verwante resoluties
- Resolutie 152 Veiligheidsraad Verenigde Naties (Congo)
- Resolutie 153 Veiligheidsraad Verenigde Naties (Gabon)
- Resolutie 155 Veiligheidsraad Verenigde Naties (Cyprus)
- Resolutie 158 Veiligheidsraad Verenigde Naties (Senegal)

Lijst ·  133 ·  134 ·  135 ·  136 ·  137 ·  138 ·  139 ·  140 ·  141 ·  142 ·  143 ·  144 ·  145 ·  146 ·  147 ·  148 ·  149 ·  150 ·  151 ·  152 ·  153 ·  154 ·  155 ·  156 ·  157 ·  158 ·  159 ·  160